# Avettaea philippinensis
Avettaea philippinensis är en svampart som beskrevs av Petr. & Syd. 1927. Avettaea philippinensis ingår i släktet Avettaea, divisionen sporsäcksvampar och riket svampar.   Inga underarter finns listade i Catalogue of Life.